# Sharon Lavigne

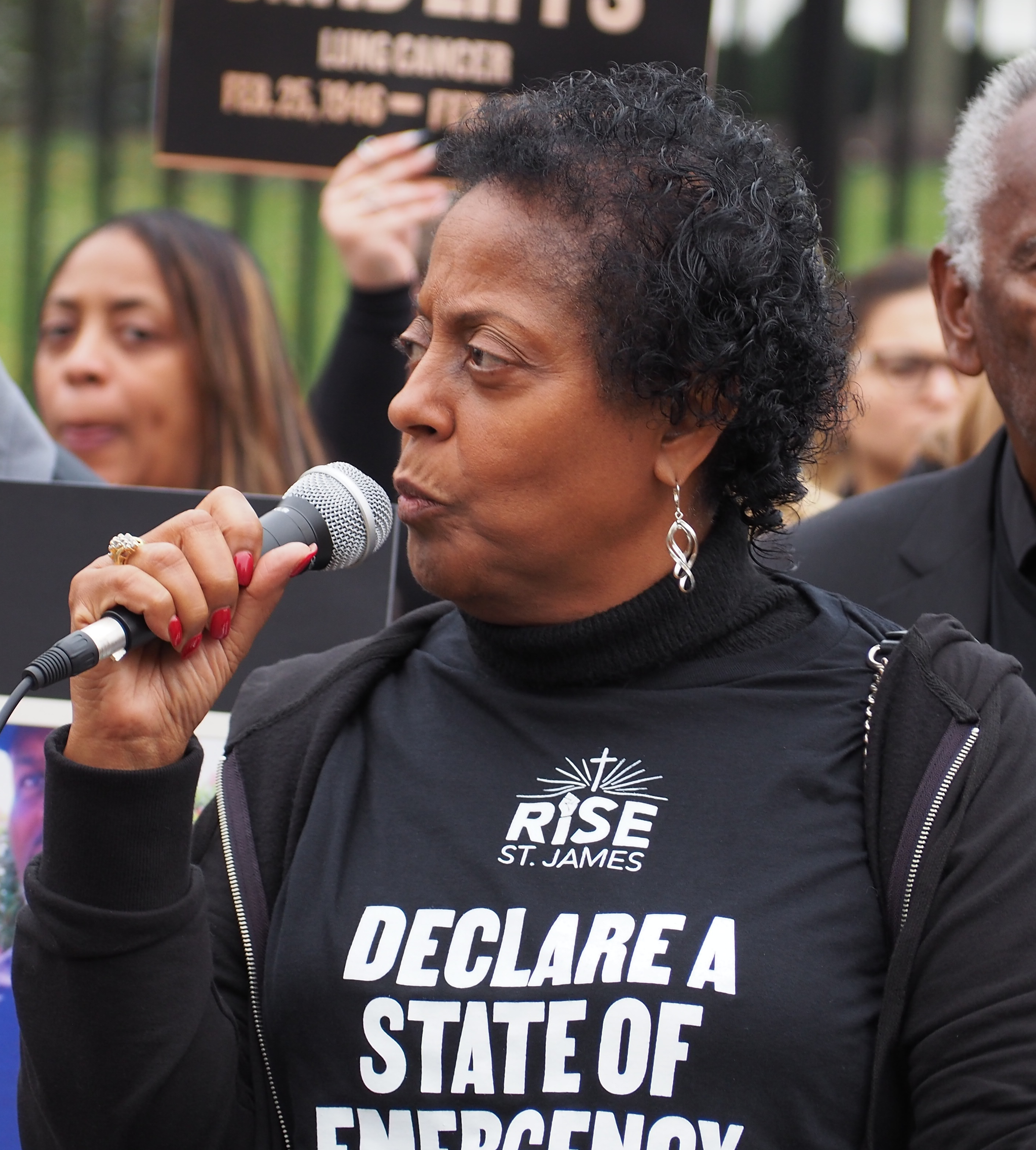
imagrm de Sharon Lavigne.

Sharon Lavigne (nascida em maio de 1950) é uma ativista de justiça ambiental no Louisiana focada no combate a complexos petroquímicos no Beco do Cancro. Em 2022 ela recebeu a Medalha Laetare, a maior honra para os católicos americanos, e em 2021 recebeu o Prémio Ambiental Goldman.

## Ativismo
Lavigne, que é de St. James Parish, Louisiana, localidade que fica no centro do beco, testemunhou perante o Congresso e dirige uma organização religiosa, RISE St. James.
Lavigne também é colaboradora da Coalition Against Death Alley, um grupo regional de justiça ambiental.
Lavigne recebeu o Prémio Ambiental Goldman em 2021. Ela foi nomeada a vencedora de 2022 da Medalha Laetare da Universidade de Notre Dame em 27 de março de 2022. No mesmo ano, RISE, Earthjustice, Louisiana Bucket Brigade e outros queixosos venceram um processo contra a Formosa; o processo apontava para a potencial poluição do ar da usina proposta violaria os padrões federais.